# Ballade danoise
La ballade danoise, aussi appelée ballade scandinave, est reconnue comme la plus riche des ballades. 
Les Scandinaves nomment parfois les poèmes de ce type « folkvisor » qui, en suédois, se traduit par « chants ou chansons populaires ». Bien qu’au fil du temps, ces récits furent appréciés par les classes les plus modestes de la population, ils étaient destinés, à l’origine, à la noblesse. Et quand la ballade risquait de tomber dans l’oubli, c’était la noblesse qui se chargeait de la transmettre. Il ne s’agit donc pas, à proprement parler, d’un genre populaire.
C’est surtout au Danemark que la ballade a trouvé un terrain favorable. Bien que la ballade soit très répandue dans les pays scandinaves et trouve une structure similaire dans ces différents récits, elle reste cependant différente des autres ballades nordiques. La ballade norvégienne centre plus ses récits vers des thèmes historiques ou légendaires. Tandis que la ballade suédoise, a plutôt un penchant lyrique. 
Elle fait la joie des Danois, échappe à l’oubli, déchaîne les passions politiques aussi bien qu’elle émeut. Parfois le récit atteint un si haut niveau de perfection que l’on pourrait appeler classique. 

## Étymologie
Le mot ballade vient de l'ancien provençal ballada, qui signifie danse : la ballade était, à l'origine, une chanson de danse ; elle était inséparable de la musique. Longtemps polymorphe, elle s'est constituée dans une forme fixe pour la première fois avec Guillaume de Machaut au XIVe siècle. Il créa la ballade dite primitive avec trois strophes, le dernier vers était répété pour faire le refrain.
La ballade est devenue un genre défini, avec une forme fixe, quand elle a cessé d'être chantée, pour être dite. De l’ancien occitan ballada (« danse ») car le texte était inséparable de la musique. Ce qui donnera plus tard le mot « bal ».

## Origine
On perçoit souvent des références aux passés dans ces récits, mais c’est très compliqué pour les historiens de définir avec précision des dates à toutes les ballades. Que ce soit le moment où la première version a été écrite voire chantée. Nous ne possédons presque aucun manuscrit ancien en sachant que les premiers recueils de ballades sont datés entre 1550 et 1650. De plus, pour chaque ballade, plusieurs versions existent. Ou parfois ce sont des simples strophes qu’on ne retrouve pas dans d’autres recueils similaires. Selon la convergence des sources, la ballade d’origine serait un genre venu des pays de langue romane, de France et plus précisément de Provence.
Cependant, dès l’époque du romantisme, quelques grands savants ont commencé à faire des recueils. Pour le Danemark, c’était le philosophe Nikolai Frederik Severin Grundtvig, en Norvège l’érudit Magnus Brostrup Landstad et en Suède l’historien Erik Gustaf Geijer.
Au cours du XVIIIe siècle, Johann Gottfried Herder et Johann Wolfgang von Goethe ont traduit et adapté des ballades scandinaves mais surtout danoises et ont ensuite écrit eux-mêmes des poèmes qui s’apparentent à la ballade scandinave.

## Structure
Pour comprendre le fonctionnement de la ballade danoise, on peut prendre comme exemple les îles Féroé, sur lesquelles, durant les grandes fêtes, on reproduit la ballade danoise traditionnelle. Elle consiste en une chaîne de danseurs qui se forme avec à leur tête le « chante-avant » qui mène le chant. Son rôle est de chanter les couplets, tandis que le reste de la chaîne le suit en chantant le ou les refrains. Bien que ce soit souvent le cas, le chante-avant n’est pas obligatoirement un poète et peut modifier comme bon lui semble un récit déjà connu du public afin de créer le climat le plus pertinent selon lui ou bien pour adapter son récit aux circonstances du jour, et donc l’actualiser. La ballade danoise se découpe en strophes de deux ou quatre vers. Le vers utilisé est le « knittelvers ». Le récit est marqué par un refrain qui est repris après chaque strophe. Le refrain est souvent mystérieux et dur à comprendre à la première écoute, mais il prête souvent à double sens et peut prendre un nouveau sens au contact d’un des strophes du récit.
La ballade est donc un récit que le chante-avant nous raconte, qui reste beau dans sa touchante simplicité,.